# قضيب اصطناعي
القضيب الاصطناعي أو الدلدول هو دمية جنسية تأخذ شكل القضيب المنتصب تستخدم لإيلاجها في الجسم أثناء العادة السرية أو الجماع مع الشريك للإثارة، وعادة ما تصنع من المطاط وتختلف في أشكالها وأحجامها.

## التسمية
سُمي دلدول لأنه متدلي. وهو مشتق من الجذر (دلل) فيقال: تدلدل الشيء إذا تحرك متدلياً.

## اقرأ أيضاً
- مهبل اصطناعي